# Jarosze
Jarosze (niem. Jeroschen) - dawna wieś, obecnie obszar województwa warmińsko-mazurskiego, powiat piski, gmina Biała Piska. 
Wieś powstała w ramach kolonizacji Wielkiej Puszczy. Wcześniej był to obszar Galindii. Wieś ziemiańska, dobra służebne w posiadaniu drobnego rycerstwa (tak zwani wolni, ziemianie w język staropolskim), z obowiązkiem służby rycerskiej (zbrojnej). W XV w. wieś wymieniana w dokumentach pod nazwai: Jeruschen, Geruschen, Jaschencken, Jaschniβk, Jasznesken, oraz prawdopodobnie także jako Demuschicken i Gruseynn.
Osada, leżąca na zachód od wsi Cwaliny, na południe od wsi Guzki, na północny wschód Gruz, powstała przed wojną trzynastoletnią (1454-1466). Wieś służebna, lokowana przez komtura Zygfryda Flacha von Schwartzburga w 1471 r., na 5 łanach na prawie magdeburskim, z obowiązkiem połowy służby zbrojnej. Przywilej otrzymali bracia Tomek i Maciej.

## Obecnie
Obecnie są to dwa gospodarstwa oddalone od głównych zabudowań na północ o mniej niż 1 km w obszarze wsi Gruzy, numery domów mieszkalnych 1 i 2. Na mapie z 1928 roku jest tylko jedno gospodarstwo. Są to średniej wielkości siedliska (ok. 30 a). Budynki są w dobrym stanie, są wyraźne ślady dojazdu do budynków mieszkalnych, do gospodarczych niewielkie.